# Toxoneuron viator
Toxoneuron viator är en stekelart som först beskrevs av Thomas Say 1836.  Toxoneuron viator ingår i släktet Toxoneuron och familjen bracksteklar. Inga underarter finns listade i Catalogue of Life.